# SN 2007ez
SN 2007ez – supernowa typu Ia odkryta 30 czerwca 2007 roku w galaktyce A232929+1031. W momencie odkrycia miała maksymalną jasność 18,50m.